# 2000年夏季残疾人奥林匹克运动会埃及代表团
2000年夏季残疾人奥林匹克运动会埃及代表团是埃及派出的2000年夏季残疾人奥林匹克运动会代表团。获得6枚金牌、12枚银牌和10枚铜牌。